# Mage: The Sorcerers Crusade
Mage: The Sorcerers Crusade è un gioco di ruolo ambientato nel Mondo di Tenebra e pubblicato dalla White Wolf. Nasce nel 1998 come uno spin-off di Mage: The Ascension, ambientato in un periodo storico identificato con il Rinascimento (1450-1550), e ripropone le tematiche del gioco da cui discende, dal punto di vista di un prequel, nel quale i conflitti descritti in Mage: The Ascension sono ancora in embrione e gli esiti dello scontro tra "tradizionalisti" e "tecnocratici" (qui chiamati "Daedalians") sono ancora indefiniti.
La particolarità di Mage: The Sorcerers Crusade è la possibilità di interpretare sia un personaggio appartenente alle "9 mistiche Tradizioni" (il cui Concilio, nella continuity definita dalla White Wolf, è in corso di formazione durante il periodo in cui si ambienta il gioco), sia un "Daedaliano" appartenente all'"Order of Reason", ovvero il precursore rinascimentale dei tecnocratici che formano la Tecnocrazia in Mage: The Ascension.
Una delle caratteristiche salienti del gioco, oltre al periodo storico inconsueto per l'ambientazione di un gioco di ruolo, è l'estrema cura stilistica e artistica impiegata dagli sviluppatori sia dal punto di vista grafico che linguistico, nel tentativo di generare l'atmosfera "Rinascimentale" con cui idealmente dovrebbe essere giocato Mage: The Sorcerers Crusade